# Cavriana
Cavriana est une commune de la province de Mantoue, dans la région Lombardie, en Italie.

## Administration
| Période                                  | Période | Identité | Étiquette | Qualité |
| ---------------------------------------- | ------- | -------- | --------- | ------- |
|                                          |         |          |           |         |
| Les données manquantes sont à compléter. |         |          |           |         |

### Hameaux
Bande, Campagnolo, Castelgrimaldo, San Casiano, San Giacomo.

### Communes limitrophes
Goito, Guidizzolo, Lonato del Garda, Medole, Monzambano, Pozzolengo, Solférino, Volta Mantovana.